# SPCA 70
Le SPCA 70 (ou SPCA Type VI) était un projet d'avion militaire de l'entre-deux-guerres français, conçu par la section « avions terrestres » de la Société provençale de constructions aéronautiques (SPCA).